# Incendis forestals de Catalunya de 1994
Els incendis forestals de Catalunya de 1994 es van produir durant l'estiu d'aquell any i són considerats els més greus de la història del país.
L'estiu del 1994 va ser un dels pitjors pel que fa a la superfície afectada pels incendis a la península Ibèrica. Catalunya, en concret, va ser una de les zones més perjudicades, amb un total de 76.626 ha cremades aquell any, i especialment greus van ser els incendis a les comarques del Bages, del Berguedà i del Lluçanès on van cremar més de 45.000 ha. En la història dels incendis a Catalunya, mai les flames havien tingut tant d'impacte ni s'havia manifestat una energia de foc tan alta. Aquells dies de juliol ininterromputs de foc van comportar, des d'aleshores, un canvi en la percepció dels incendis. Durant l'estiu de 1994, es van declarar 60 incendis, dels quals 12 són considerats grans incendis.

## Origen i desenvolupament dels fets
A Catalunya, dues entrades d'aire càlid i sec procedent del nord d'Àfrica van causar dues onades d'incendis que van cremar sense control. La primera, la més violenta, entre el 3 i el 7 de juliol, amb incendis devastadors al nord del Baix Llobregat, a la Catalunya Central i a l'Alt Ter. La segona onada, entre el 17 i el 18 de juliol, es va produir al Priorat, la Segarra i l'Alt Camp.
Aquells dies de juliol, les condicions meteorològiques –temperatures de 40 graus, ràfegues de 50 km/h de vent del sud-oest molt càlid i sec i una humitat baixa, per sota del 10%– van facilitar que el foc es propagués amb rapidesa pels boscos extremament secs de Navàs, Castellnou de Bages, Súria, Fonollosa, Balsareny, Callús, i Sant Joan de Vilatorrada, dins de la comarca del Bages, i que el dia 6 passés a Puig-reig i Viver i Serrateix a la comarca del Berguedà. Al mateix temps el foc originat per les espurnes d'una línia elèctrica a Gargallà (municipi de Montmajor) es va escampar amb extremada velocitat i virulència pels municipis veïns del baix Berguedà i del Lluçanès: Casserres, Montclar, Gironella, Sagàs, Santa Maria de Merlès, la Quar, etc. Un altre factor que propicià l'avenç del foc i en dificultà l'extinció va ser l'estat d'abandó de l'explotació forestal, que provocava que els boscos estiguessin sobrecarregats de combustible i sense barreres com ara prats o camps.
Es van arribar a mobilitzar més de 3.000 bombers, 1.400 agents d'altres cossos de seguretat i 20.000 voluntaris per intentar apagar les flames. A més dels boscos, entre els danys cal comptar-hi 35 masies calcinades, 40 persones ferides i cinc morts.

## Judici sobre el foc
El judici sobre les causes dels focs es va allargar fins al 2007 quan l'Audiència de Barcelona va absoldre el cap de manteniment de FECSA, que era l'únic acusat del judici. L'Audiència va considerar, però, que l'incendi havia començat per unes espurnes d'aquesta línia que no estava prou protegida contra curtcircuits, i va deixar la porta oberta a reclamar indemnitzacions per la via civil. Posteriorment, un jutjat de Barcelona va condemnar el 2012 a Endesa a pagar 37,5 milions d'euros a un total de 117 propietaris forestals i agrícoles afectats pel foc, però al mateix temps dictaminava que no s'havia d'indemnitzar els propietaris d'unes 10.000 hectàrees en considerar que es tractava d'un foc diferent. Aquests eren un grup de propietaris dels municipis d'Olvan, Sagàs, Gironella i la Quar, que sumen unes 10.000 hectàrees cremades. La jutgessa va determinar que aquestes finques van quedar afectades per un incendi diferent del de Gargallà, que en aquest cas s'hauria originat a Casserres. Aquests propietaris, que van haver de pagar les costes judicials, van presentar recurs.

## Llista dels principals incendis de l'any als Països Catalans
A més de Catalunya, els incendis forestals es van acarnissar durant l'estiu de 1994 en el conjunt dels Països Catalans. Aquesta seria la relació dels principals incendis declarats en aquell any.
- Entre el 6 i el 13 d'abril ja van començar els incendis al sud de Catalunya, sobretot al Baix Camp i al massís del Garraf; també a la Ribera d'Ebre, la Conca de Barberà, el Baix Penedès, Osona i el Berguedà. Van cremar un total de 8.000 hectàrees.
- L'1 de juny es va declarar un incendi a Mallorca, i l'endemà van començar també altres focs a Eivissa i a València. Entre tots tres van cremar 10.000 hectàrees.
- El 24 de juny els bombers van efectuar més de 200 sortides, la més important va ser la de la serra de la Conreria, entre el Maresme i el Vallès Oriental, on es van cremar 10 hectàrees.
- A finals de juny van cremar 6.000 hectàrees a la comarca valenciana dels Serrans.
- L'1 i 2 de juliol es van declarar incendis a Collserola (Barcelonès) i Calders (Bages). El dia 3, els nous incendis importants es van declarar a Puigcerdà, Camarasa i Tordera. La Generalitat va demanar ajut a helicòpters francesos perquè tots els efectius ja estaven treballant en altres focs.
- El dia més fatídic fou el 4 de juliol. En el conjunt dels Països Catalans en un sol dia es van declarar més de cent incendis: al llarg d'aquella setmana es van cremar més de cent mil hectàrees de bosc i matolls, van morir disset persones i es calcula que les pèrdues econòmiques van superar els 75.000 milions de pessetes. Els dispositius antiincendis es van mostrar clarament insuficients, desbordats per la magnitud de la situació. Al Bages i Berguedà, després de cremar 45.000 hectàrees i destruir el 50 % dels seu boscos, es va considerar controlats els focs el dia 8 de juliol. Al País Valencià, els incendis van afectar els Ports de Beseit, l'Alt Millars, Requena, Navarrés i la Vall d'Albaida, on en total es van cremar gairebé 100.000 hectàrees i a més de lamentar la pèrdua de vides humanes.
- Encara durant el juliol, un cop passats els més greus, es van declarar nous incendis de menys envergadura, com el de Montcada i Reixac, el 14 que va destruir una línia d'alta tensió. I el 15 a Llagostera i el Berguedà, seguits dels de Maçanet de la Selva i Banyoles. El de Castell de Mur, al Pallars Jussà, va ser el més difícil d'apagar.
- Encara durant aquest estiu, el 10 d'agost, es van produir nous incendis que van cremar un total de 9.000 hectàrees en una setmana, i van afectar principalment el Montseny, la Selva, el Maresme i el Penedès. Els focs del Montseny i la Selva es van unir en un sol front, cosa que va dificultar-ne l'extinció.
- El 23 d'agost, les temperatures de fins a 40 graus van propiciar una nova onada d'incendis forestals. En aquest cas les comarques afectades foren de nou el Bages, la Selva i el Pallars Sobirà. En els dies següents es van iniciar altres focus a la Noguera, el Vallès, el Maresme i el Baix Llobregat.
- Durant el mes de setembre el foc va afectar la Franja de Ponent, en un incendi iniciat a la Terra Alta que va esdevenir tràgic per la mort de quatre bombers catalans.